# Andreas Bohnenstengel

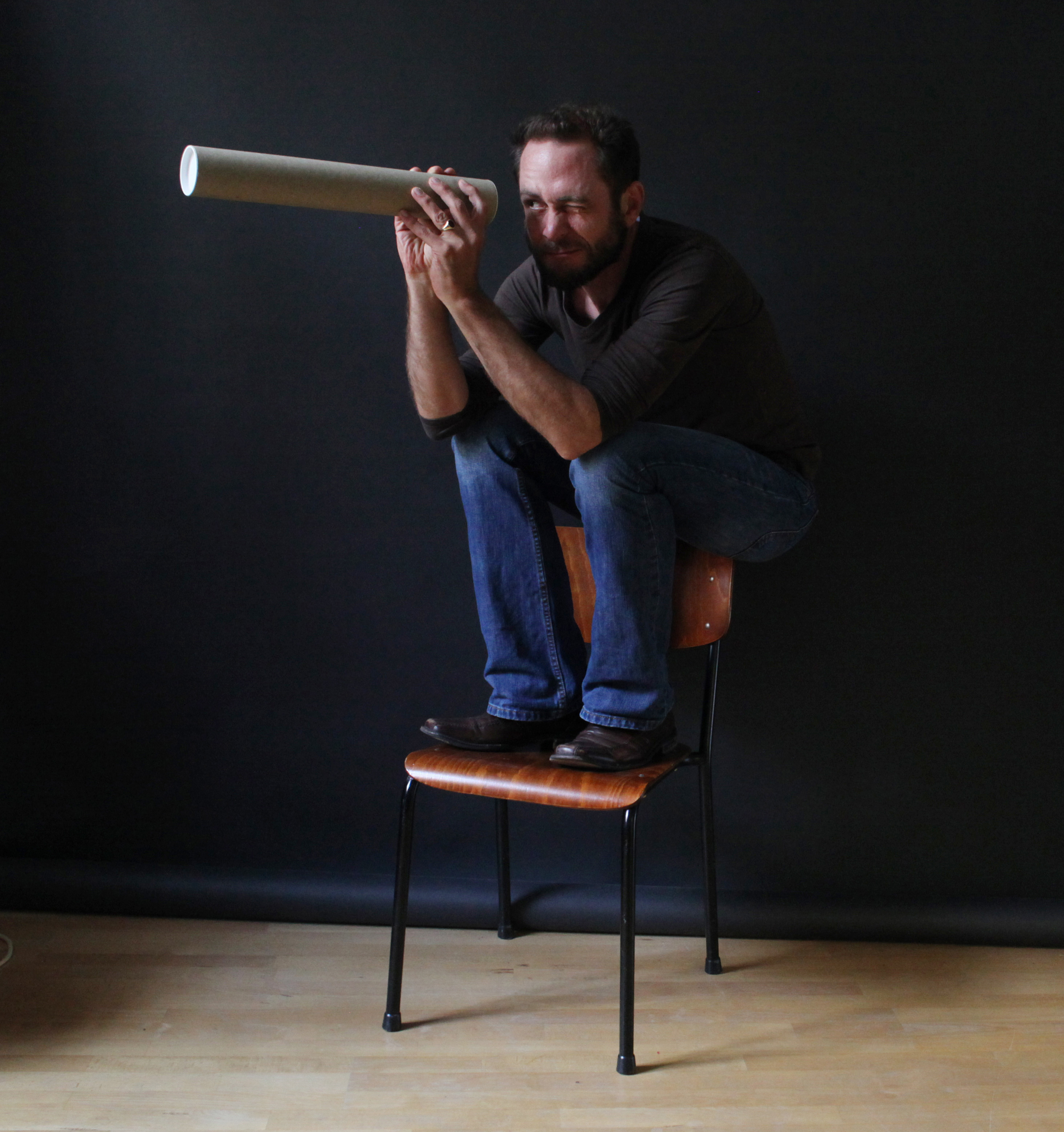
Andreas Bohnenstengel, 2013

Andreas Bohnenstengel (* 9. Juni 1970 in München) ist ein deutscher Fotograf und Künstler. Er lebt und arbeitet in München.

## Leben
Andreas Bohnenstengel arbeitete zunächst von 1991 bis 1994 als Pressefotograf bei der Tageszeitung Münchner Merkur, anschließend für Magazine wie z. B. Der Spiegel, stern und Eltern, das Büro Rolf Müller, sowie für Organisationen, meist aus dem Nonprofit-Bereich wie z. B. das Diakonische Werk Bayern. Seit 1993 stellt er regelmäßig aus und unterrichtet seit 2004 u. a. Fotografie, z. B. an der Schule für Gestaltung Ravensburg. Unterstützt durch ein Stipendium der Begabtenförderung der Hans-Böckler-Stiftung studierte er von 2003 bis 2006 an der Universität Hamburg Sozialökonomie. Das Studium schloss er als Diplom-Betriebswirt ab. Er ist Vater von zwei Töchtern.

## Methode
Andreas Bohnenstengel ist ein Künstler, der mit den Mitteln der Fotografie Feldforschung anhand der dokumentarischen Methode betreibt und soziale Tatsachen sowie Interaktionsprozesse phänomenologisch untersucht. Dabei legt er ein humanistisches Paradigma zugrunde, das den Menschen und seine Bedürfnisse in den Mittelpunkt stellt. Dazu sucht er Bilder, die im Zufälligen das Wesentliche veranschaulichen und über den Moment hinausweisen. Einfluss auf seine Art zu gestalten haben Konzepte der Hochschule für Gestaltung Ulm.

## Werk
Bohnenstengel setzt sich in seinen konzeptionellen Arbeiten, die primär mit fotografischen Mitteln umgesetzt werden, mit Gesellschaft auseinander. Dabei bezieht er sich auf den Gesellschaftsbegriff der Systemtheorie von Niklas Luhmann. In den 1990er Jahren thematisierte er in den beiden Zyklen Kindheit im Asyl und Walter, Down Syndrom die beiden Grundgesetzänderungen von 1993 und 1994 anhand von realen Menschen in realen Situationen, sowie den ersten Auslandseinsatz der Bundeswehr (im Kosovo). Die Arbeiten wurden seinerzeit häufig veröffentlicht, z. B. im Süddeutsche Zeitung Magazin und dem ZEITmagazin. Häufig im Auftrag von Jugendmagazinen erstellte er Milieustudien zu der sich damals ausdifferenzierenden Jugendkultur, anlässlich der Einführung des Internets und komplementär zu seiner Tätigkeit für Wirtschaftsmagazine (damals wurde viel über die New Economy berichtet) erarbeitete er Dokumentationen in Schwarzweiß über den Handel und Märkte (Old Economy). Aus der Perspektive eines Kriegsenkels setzt er sich künstlerisch mit Gewalt auseinander, seit 2014 erarbeitet er raumübergreifende Fotoinstallationen und Interventionen, teilweise in Kollaboration, wie z. B. der Künstlergruppe Broke.Today. Seit 2017 erscheinen von ihm gestaltete Plakate zu den Themen der Zeit.

### Ausstellungen

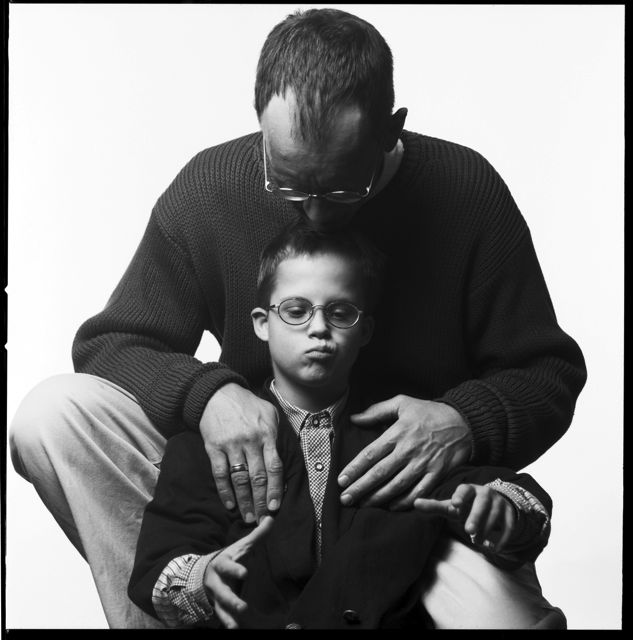
Vater und Sohn mit Down-Syndrom (2000). Arbeit aus dem Ausstellungs- und Buchprojekt Ich bin anders als du denkst

- 2023/24 Streetart im Kulturzentrum  Glockenbachwerkstatt[7]
- 2022: Voll schön das es dich gibt Beitrag zur 80469 Glockenbach Biennale mit dem Motto: different = normal
- 2020/21: Die Zeit vor Corona, Erinnerungsmarker im öffentlichen Raum,[8] fortgesetzt mit der Serie: Die Erwartung[9][10][11]
- Februar 2019 – Mai 2019: Der Wasserburger Taubenmarkt, Fotoinstallation im Museum Wasserburg[12]
- November 2018 – Januar 2019: Kinderleicht – Jugendfußball in Pentenried im Rathaus Krailling[13]
- Juli 2017: Kunst im Viehhof – Plakatwettbewerb 2017: Auszeichnung für das Plakat „Feste feiern wie sie fallen“[14]
- Juni 2015: Von Rössern, Reitern und Händlern: Der Roßmarkt damals, Fotoinstallation auf dem Viehhofgelände, München.[15] Beginn einer Wanderausstellung[16] mit der Station im Juli 2017: Der Pferdemarkt München – Bilder aus einer vergangenen Welt in der Sendlinger Kulturschmiede, München[17]
- April 2015: Vater unser – Eine Suche nach Vaterbildern Präsentation auf der Nerd Nite, München[18]
- März 2015: Kriegsenkel, Einzelausstellung im Spirituellem Zentrum St. Martin, München[19]
- November 2014: Kein Ort, nirgends?, Einzelausstellung im Tagungshaus Helmstedt bei der Herbsttagung von Kriegsenkel e. V.
- Januar 2008: Treffpunkt Leben. Jung und Alt im Austausch (Betreuung einer Klasse von Studenten der Schule für Gestaltung Ravensburg als Dozent) Ausstellung und Buchveröffentlichung, Seniorenzentrum St. Vinzenz, Wangen im Allgäu
- August 2005: 24 Stunden im Leben der katholischen Kirche, Ausstellungsbeteiligung beim Weltjugendtag in Köln im Landeshaus des Landschaftsverband Rheinland, Köln[20]
- Juli 2003: NA UND? Menschen mit Down-Syndrom begegnen, Einzelausstellung im Bayerischen Sozialministerium, Kernveranstaltung des Aktionsprogramm anlässlich des Europäischen Jahr der Behinderten[21]
- Mai 2003: Habe Hunger und kein Bett, Ausstellungsbeteiligung bei einem Kunst- und Sozialprojekt zum Thema Obdachlosigkeit, Pasinger Fabrik, München[22]
- Oktober 2002: Augenblicke, Einzelausstellung in der Galerie der Gegenfüßler der IG Medien in ver.di Bayern im Gewerkschaftshaus, München
- Oktober 2002: Menschen mit Down-Syndrom begegnen, Einzelausstellung im Zentrum für natürliche Geburt München. Beginn der Wanderausstellung[23]
- Juni 2002: Augenblicke, Fotoinstallation Regensburg und andernorts
- Dezember 2001: Brauchtumspflege in Bayern: Gaupreisplatteln, Ausstellungsbeteiligung und Auszeichnung bei Pressefoto Bayern 2001, Maximilianeum München[24]
- Oktober 2001: Ausstellungsbeteiligung beim 4. Schömberger Fotoherbst – Festival für klassische Reise – und Reportagefotografie, Schömberg (Schwarzwald)[25]
- Oktober 2001: ALTerLEBEN, Einzelausstellung über Menschen mit Behinderung über 50 Jahre, zum 50-jährigen Jubiläum der Vereinigung für Jugendhilfe Berlin e. V.
- Juli 2001: 4. Bundesweite Brandenburger Barnack-Bildautoren-Biennale der Gesellschaft für Fotografie e. V. (GfF), Barnack-Haus, Lynow[26]
- Februar 2001: Werkschau, Diaprojektion im Kunstpark Ost, München[27]
- Juni 2000: Es ist normal Verschieden zu sein, Fotografien für eine Wanderausstellung anlässlich 40 Jahre Lebenshilfe, München
- Dezember 1999: Der fremde Blick, Einzelausstellung zum Thema Transkulturelle Begegnungen, Kulturzentrum Unna[28]
- Oktober 1999: Ich bin anders als du denkst, Einzelausstellung über junge Menschen mit Down-Syndrom in der Pasinger Fabrik München. Erste von bisher über 30 Stationen der Wanderausstellung[23]
- Oktober 1998: Ausstellungsbeteiligung beim 1. Schömberger Fotoherbst – Festival für klassische Reise – und Reportagefotografie, Schömberg[29]
- November 1997: Glückskinder, Einzelausstellung in der Seidlvilla, München[30]
- September 1997: Alt und Jung, Ausstellungsbeteiligung und erster Preis, Aspekte Galerie im Gasteig München[31]
- Dezember 1993: Willkommen im Würmtal, Einzelausstellung über Asylbewerber im Bürgerhaus Gräfelfing[32]
- August 1993: Eine Bühne für das Alter, Einzelausstellung über Senioren im Altenheim Maria Eich, Krailling.[33] Wiederholung: Oktober 2018[34]
- September 1993: Flüchtlingscontainer, Ausstellungsbeteiligung bei „Fremde Heimat München?“ Festival der Kulturen mit einer Serie zum Thema Leben im Container[35]
- Juli 1993: Gewalt: In der Welt habt ihr Angst, Einzelausstellung über Asylbewerber zum Themenbereich 03 des 25. Deutschen Evangelischen Kirchentages, München[36]

### Bücher
Auswahl an Büchern die Bohnenstengel selbst konzeptioniert, fotografiert und gestaltet hat:
- Der Wasserburger Taubenmarkt. Wasserburg am Inn 2019, ISBN 978-3-947027-03-3
- Der Pferdemarkt München. Franz Schiermeier Verlag, München 2017[37][38] ISBN 978-3-943866-54-4
- Ich bin anders als du denkst: Menschen mit Down-Syndrom begegnen. Edition Bentheim, Würzburg 2003[39] ISBN 978-3-934471-40-5; 2007 (2. Aufl.), ISBN 978-3-934471-40-5

## Sammlungen
Arbeiten in öffentlichen Sammlungen:
- Artothek München[40]
- Deutschen Historischen Museum, Berlin
- Die Neue Sammlung, München
- Institut für Zeitgeschichte, München – Berlin
- Stadtarchiv München[41]
- Sammlung Fotografie im Münchner Stadtmuseum
- Museum für Kunst und Gewerbe Hamburg

## Auszeichnungen
- 2001: Nikon Photo Contest International
- 1999: Kulturplakat des Monats, Auszeichnung durch Deutsche Städtemedien[42]
- 1997: Die 100 besten Plakate des Jahres 1997. Wahl des Plakates Glückskinder
- 1996: Kodak European Gold Award[43]
- 1995: Medienpreis für Sozialfotografie[44]